# Daily effective circulation
DEC(daily effective circulation) は、一日の有効通行量、つまり、屋外広告物の前を通行する一日の人数のこと。国際的に利用されている指標である。
アメリカでは広告主、広告代理業、アメリカ屋外広告協会で組織された「TAB (Traffic Audit Bureau) 」でDECを管理している。日本では大学教授、広告代理業、屋外広告業界で組織された「日本屋外広告フォーラム（旧・屋外広告調査フォーラム）」で策定され、管理されている。媒体露出段階の広告効果指標として、テレビに視聴率があるように屋外広告にDECがあることによって「屋外広告」は効果測定指標を持っている広告媒体として位置づけられつつある。
欧米ではポスターボードがネットワーク化されているので媒体露出段階のDECは有効な指標であるが、日本の場合、屋外広告物単体で取引されることが多く、クライアントはDECだけでは満足せず、広告物の認知効果を望んでいる。しかし、認知効果はそのつど測定するか、あるいはデータを積み重ねていって推定するしかない。

## 算出手法
国土交通省の道路交通センサスデータを利用する場合歩行者、自転車、自動二輪車、自動車の平日、休日の1日のDECを計算し、さらに週平均のDECを算出する。
ハンドカウントによって算出する場合1日を3時間ずつ４つの時間帯に分け、各時間帯でいずれか15分間、歩行者、自転車、自動二輪車、自動車の平日、休日の2日間計測し、一日のDEC＝15×4×3×4とし、平日のDEC×5＋土日のDEC×2÷7で週平均のDECを算出する。